# BSG Chemie Granschütz
Die BSG Chemie Granschütz war ein Sportverein in der DDR aus Granschütz, inzwischen ein Ortsteil von Hohenmölsen in Sachsen-Anhalt. Er ist mit 18 Titeln zwischen 1954 und 1975 DDR-Rekordmeister im Rollhockey. Im Eishockey wurde der Verein mehrmals Landesmeister von Sachsen-Anhalt. 1990 wurde der Verein in SV Grün-Weiß Granschütz umbenannt.